# Língua yudjá
A língua yudjá, também conhecida como língua juruna, é uma língua indígena brasileira da família linguística Juruna, do tronco tupi, falada pelos yudjá no Parque Indígena do Xingu, no estado do Mato Grosso. Possui 280 falantes, de acordo com um censo de 2006.
O etnônimo Juruna (Yuruna, Jurúna, Juruûna, Juruhuna, Geruna) é de origem estrangeira e significa “boca preta” em Língua Geral, motivado por uma tatuagem que os yudjá usavam antigamente. Sua autodenominação é yudjá, que significa "dono do rio". Juruna não é um termo pejorativo, pois surgiu da referida tatuagem; entretanto, é preferível utilizar o endônimo Yudjá.

## Fonologia

### Inventário Fonológico

#### Consoantes
Os fonemas consonantais do Yudjá são
|             |                   | Bilabial | Alveolar | Palatal | Velar | Glotal |
| Obstruintes | Plosiva           | p b      | t d      |         | k     | ʔ      |
| Obstruintes | Africada          |          |          | tʃ dʒ   |       |        |
| Obstruintes | Fricativa         |          | s z      | ʃ ʒ     |       | h      |
| Sonorantes  | Nasal             | m        | n        |         |       |        |
| Sonorantes  | Tepe              |          | ɾ        |         |       |        |
| Sonorantes  | Fricativa lateral |          | ɬ        |         |       |        |
| Sonorantes  | Aproximante       | w        |          | j       |       |        |

A divisão das consoantes em obstruintes e sonorantes justifica-se na língua pelo comportamento semelhante com relação à nasalidade ocorrido com as sonorantes: todas podem ser nasalizadas diante de vogal nasal.

#### Vogais
Os fonemas vocálicos breves do Yudjá:
|         | Anterior | Central | Posterior |
| Fechada | i        | ɨ       | u         |
| Média   | e        |         |           |
| Aberta  |          | a       |           |

Há no yudjá a ocorrência de vogais longas. Elas são responsáveis muitas vezes pelo contraste entre palavras, mas a localização da sílaba tônica não depende unicamente delas.

### Tons
O yudjá é definido como uma língua tonal. No yudjá, cada sílaba apresenta apenas um tom significativo (há línguas com mais de um tom por sílaba), e esse tom pode ser pontual ou glide (em que ocorrem deslizes para baixo ou para cima como pequenos glissandos). Dessa forma, o sistema tonal do yudjá pode ser classificado como um sistema de registro, com ocorrência de glides como variantes de tons de registro.
Tons que ocorrem, foneticamente, no yudjá: [ ´ ] alto, [ ¯ ] médio, baixo (não marcado), [ \ ] descendente e [ / ] ascendente. Fonologicamente, porém, há somente tom [ ´ ] alto e tom baixo (não marcado).

#### Fonotática
O peso silábico das sílabas em yudjá são definidos de tal maneira:
(C)VC: pesada
(C)VV: pesada
(C)V: leve
A sílaba tônica em yudjá recai sobre a última sílaba, caso todos os tons sejam iguais. Caso contrário, o acento ocorre na primeira sílaba com tom alto da esquerda para a direita.
A nasalização no yudjá se propaga de maneira regressiva, mas não ocorre devido à presença de um consoante nasal na coda, pois a única presença de consoante na coda é a oclusiva glotal no fim da palavra.

## Escrita
Como a maioria das línguas indígenas no Brasil, o yudjá é uma língua oral que recebeu posteriormente uma escrita baseada no alfabeto utilizado no português brasileiro. A proposta ortográfica atual para a língua yudjá utiliza o alfabeto do português brasileiro com as seguintes modificações:
| Grafema | Fonema |
| ------- | ------ |
| '       | ʔ      |
| x       | ʃ      |
| j       | ʒ      |
| tx      | tʃ     |
| dj      | dʒ     |
| r       | ɾ      |
| l       | ɬ      |
| y       | j      |
| ï       | ɨ      |

## Gramática
Existem dois tipos de classes de palavras no yudjá: As classes abertas, que são os nomes, verbos, adjetivos e advérbios, e as classes fechadas, que são os pronomes, clíticos, afixos, conjunções, interjeições e partículas.

### Nomes
A classe dos nomes é constituída por elementos que podem ocorrer como núcleo de sintagma nominal em função de argumentos de verbos e de posposições:
| Frase            | Glosa                 | Significado           |
| ---------------- | --------------------- | --------------------- |
| alí pakua ixu    | menino banana comer   | O menino comeu banana |
| pitxa pïza hé au | peixe canoa LOC estar | O peixe está na canoa |

Os nomes podem também ocorrer como predicado em orações não verbais, porém nessa função deve ser acrescido o sufixo predicativizador “-ha”.
| Frase              | Glosa                   | Significado     |
| ------------------ | ----------------------- | --------------- |
| Wetákḯ peru-ha anu | Wetag kĩsêdjê-PRED. ASP | Wetag é kĩsêdjê |

Podem ser modificados por possessivos, demonstrativos, numerais e estativos:
| Frase                | Glosa                    | Significado                |
| -------------------- | ------------------------ | -------------------------- |
| u-mé hulá            | 1S-POSS porco            | Meu porco (caçado no mato) |
| anï alí              | aquele menino            | Aquele menino              |
| una txabḯú waraxí wã | 1S três melancia comprar | Eu comprei três melancias  |
| alí kariá wï         | menina alegre chegar     | A menina alegre chegou     |

Os nomes apresentam a categoria de número, caso refiram-se a “humano”. Apresentam a categoria de posse, com a distinção entre nomes possuíveis (alienáveis e inalienáveis) e não possuíveis. Os inalienáveis sempre ocorrem com os clíticos marcadores de pessoa, os alienáveis não precisam necessariamente ocorrer com os clíticos. Os inalienáveis compreendem a) partes do corpo e b) termos de parentesco.
Os nomes ainda se distinguem em simples e derivados. Estes últimos são obtidos por afixação (reduplicação) e por composição (endocêntrica e exocêntrica).

#### Reduplicação
O processo de reduplicação por sufixação, embora comum em verbos (que também apresentam infixação), ocorre também nos nomes:
| Original | Significado            | Reduplicada | Significado      |
| -------- | ---------------------- | ----------- | ---------------- |
| aku'ú    | rato/coruja (genérico) | aku'ú-ku'ú  | gavião (pequeno) |
| pitxí    | traíra grande          | pitxítxi    | pirarucu         |
| asu      | assoprar               | nasusu      | borboleta        |

Há muitos nomes de animais em que ocorre a reduplicação, mas, ao contrário dos exemplos acima, dificilmente se encontram as formas não reduplicadas uma vez que as reduplicadas são onomatopeicas.
| Reduplicada | Significado           |
| ----------- | --------------------- |
| txákĩ-txákĩ | quero-quero (pássaro) |
| xã́xã́        | socozinho (pássaro)   |

#### Composição
São considerados compostos os elementos como os exemplificados a seguir por não apresentarem a possibilidade de intercalação de outro elemento (um modificador, por exemplo) e por apresentarem um significado que não ctalidade do composto. Assim, axí se’á (“olho do fogo”) refere-se a lâmpada e não a alguma parte do fogo. Além disso, *axí kï̃ se'á , com o modificador kï̃ ("só") , é agramatical. A seguir, exemplos de compostos:

##### Composição endocêntrica
Nome + Nome
| Palavra          | Glosa               | Significado                    |
| ---------------- | ------------------- | ------------------------------ |
| se-padetá 'a'ahã́ | 1P-peso imagem/foto | balança (imagem do nosso peso) |
| maruní 'ú'ã      | tatu(tipo) unha     | enxó (unha de tatu grande)     |
| axí me kamémá    | fogo POSS colar     | lâmpada (colar do fogo)        |

##### Composição exocêntrica
Nome + Verbo
| Palavra         | Glosa               | Significado                      |
| --------------- | ------------------- | -------------------------------- |
| iyá xipá        | rio reto (ESTATIVO) | Rio Xingu (rio reto)             |
| pïza ipa'ípá'ía | canoa voar          | avião (canoa que voa)            |
| axí saasaka     | fogo iluminar-tudo  | lanterna (fogo que ilumina tudo) |
| pïza ipidepídéa | canoa andar no chão | carro (canoa que anda no chão)   |

Verbo + Sufixo
| Palavra               | Glosa              | Significado                |
| --------------------- | ------------------ | -------------------------- |
| kabutxú [kararaka-há] | lixo tirar-NOM     | pá (que tira lixo)         |
| papérá [itika-há]     | papel apagar-NOM   | borracha (que apaga papel) |
| papérá [waxĩ-yãhã]    | papel escrever-NOM | lápis (que escreve papel)  |

Nome + Verbo + Nome + Verbo
| Palavra                     | Glosa                                 | Significado                                                             |
| --------------------------- | ------------------------------------- | ----------------------------------------------------------------------- |
| axí saasaka tapḯsá a-rahḯhï | fogo ilumina-tudo cara redonda-grande | lanterna grande (fogo que ilumina tudo e que tem cara grande e redonda) |

#### Pronomes
Em yudjá, a função de sujeito de verbos de um só argumento (intransitivos) é marcada por pronomes independentes. Estes ocupam a primeira posição na oração, podendo, contudo, aparecer pospostos ao verbo. Neste caso, apresentam algumas reduções na forma, o que leva a vê-los como uma segunda classe de pronomes. Com algumas exceções somente, para verbos de um só argumento, tais pronomes são o único expediente para marcar a função de sujeito, quando não há um sintagma nominal. Quando este ocorre, não há marcação pronominal alguma do sujeito (nem mesmo no verbo).
| Frase                       | Glosa                     | Significado                    |
| --------------------------- | ------------------------- | ------------------------------ |
| una bïdḯtu                  | 1S cair                   | Eu caí                         |
| bïdḯtu na                   | cair 1S                   | Eu caí                         |
| una 'e'á                    | 1S chorar                 | Eu chorei                      |
| 'e'á na                     | chorar 1S                 | Eu chorei                      |
| Taperída kuaha txade bïdḯtu | Taperida pedra POSP. cair | Taperida caiu em cima da pedra |

Não há uma forma única para a terceira pessoa singular. Para marcá-la é utilizado um dos dois demonstrativos: amï "aquele" e anï "este". Com verbos de dois argumentos (transitivos) ele raramente ocorre.
A marcação de terceira pessoa singular é de caráter enfático nas orações com verbos de dois argumentos. Tal caráter de ênfase também é conferido quando se usa o pronome, em função de sujeito, antes do verbo (quer seja ele de um ou de dois argumentos). Nessas situações, observa-se que o foco da oração recai sobre o sujeito, e não sobre a ação em si, e tampouco sobre o objeto.
| Frase         | Glosa          | Significado   |
| ------------- | -------------- | ------------- |
| wï na         | chegar 1S      | Cheguei       |
| una wï        | 1S chegar      | Eu cheguei    |
| pitxa ixú na  | peixe comer 1S | Comi peixe    |
| una pitxa ixú | 1S peixe comer | Eu comi peixe |

Tal implicação semântica não parece ocorrer quando substitui-se o pronome por um sintagma nominal (em oração afirmativa). A ordem básica então é a não-marcada, não implicando, ao que parece, a presença de ênfase.
| Frase              | Glosa                | Significado          |
| ------------------ | -------------------- | -------------------- |
| Taperída pitxa ixú | Taperida peixe comer | Taperida comeu peixe |
| Taperída wï        | Taperida chegar      | Taperida chegou      |

Para a primeira pessoa plural há duas formas distintas: ulu'udí (ou udí) e sí, exclusiva e inclusiva, respectivamente.
Para a terceira pessoa plural não há forma única. Há duas formas que, na verdade, são compostas:
| Pronome | Elementos  | Glosa                         | Significado            |
| ------- | ---------- | ----------------------------- | ---------------------- |
| abïdai  | abï- da- i | COLETIVO pessoal/grupo PLURAL | eles (= muitos grupos) |
| anïdai  | anï- da- i | 3S/este pessoal/grupo PLURAL  | eles (= estes grupos)  |

Por fim, todas as formas estão indicadas na tabela abaixo:
|          | Antes do verbo | Depois do verbo |
| -------- | -------------- | --------------- |
| 1s       | una            | na              |
| 2s       | ena            | ena             |
| 3s       | amï            | amï             |
| 3s       | anï            |                 |
| 1p (ex.) | ulu'udí        | udí             |
| 1p (in.) | sí             | sí              |
| 2p       | esí            | esí             |
| 3p       | anïdai         | anïdai          |
| 3p       | abïdai         |                 |

### Verbos
A classe dos verbos é constituída por elementos que podem ser núcleo de sintagma verbal (SV) em função de predicado da oração. Podem manifestar a categoria de aspecto expressa por partículas por meio de reduplicação. A reduplicação pode também marcar a categoria de número. Os verbos podem ser modificados por advérbios. Os verbos podem se subdividir claramente em transitivos (simples e bitransitivos) e intransitivos (ativos e estativos). O sintagma verbal, além do verbo, apresenta morfema de modo e partículas de aspecto, e o verbo pode apresentar dois tipos de reduplicação.

#### Tempo
Em yudjá, não há marcação, no verbo, do tempo passado e do tempo presente. O futuro, contudo, é indicado pelo verbo no modo irrealis. Poderia ser dito, portanto, que a língua apresenta a distinção futuro vs. não-futuro.

#### Modo
O realis refere-se a situações que estão ocorrendo ou que já ocorreram e o irrealis refere-se às demais situações, como hábitos gerais, as que ainda não ocorreram, incluindo previsões para o futuro.
| Frase                 | Glosa                           | Significado                        |
| --------------------- | ------------------------------- | ---------------------------------- |
| Barúzi kã́íbi wï       | Baruzi ontem chegar             | Baruzi chegou ontem                |
| Barúzi wï             | Baruzi chegar                   | Baruzi chega                       |
| Barúzi wï anu         | Baruzi chegar ASP               | Baruzi está chegando               |
| Kahukáde wï-a         | amanhã chegar-IRR.              | Chegará amanhã                     |
| alí pakua ixú         | menino banana comer             | O menino comeu banana              |
| l-ixá na e-bé a hi te | 2S-comer 1S 2S-DAT falar REP 3S | Eu vou comer você - disse para ele |

No primeiro exemplo observa-se o verbo no modo realis, indicando uma ação já ocorrida, confirmada pelo advérbio káĩ́bi "ontem" . Caso o advérbio não estivesse presente, como no exemplo seguinte, a sentença poderia ter o sentido de "Baruzi chega". Com a marca de aspecto anu, como terceiro exemplo, a sentença exprime uma ação no passado ( cf "Aspecto", a seguir). No quarto exemplo, o verbo aparece no irrealis, com o morfema -a . Em verbos que têm realis em -u , este é substituído por -a no irrealis. 
No quarto exemplo, com o verbo no irrealis, a presença do advérbio kahukáde "amanhã" implica uma ação futura. No exemplo seguinte o único sentido possível é o passado. Já no último exemplo, não há dúvidas de que a situação a que se refere o verbo é futura.
Pela semelhança de formas, contudo, entre o verbo querer, á , e a marca de irrealis pode-se pensar em uma análise diacrônica: o irrealis pode ter sua origem justamente no verbo "querer", semelhante ao que ocorre com o inglês will.

#### Aspecto
O aspecto do verbo pode ser separado em perfectivo ou imperfectivo. Esse último se subdivide em habitual e contínuo, e o aspecto contínuo se subdivide em não-progressivo e progressivo.
O Perfectivo indica uma situação como um todo, sem ser dividida nas partes que a compõem. Ele é visto como indicando ação completa, com começo - meio - fim, sem ênfase, contudo, no final. Já o Imperfectivo marca essencialmente a estrutura interna da situação.
O Habitual descreve uma situação que é característica de um período de tempo extenso, tão extenso que a situação referida é vista não como uma propriedade incidental de um momento, mas, precisamente, como um traço característico de todo um período.
O Progressivo descreve a situação em progressão, não é sinônimo de Imperfectivo, uma vez que a distinção entre Progressivo e Habitual é clara. O Não-progressivo indica uma situação com continuidade mas em que não há a noção de progressão.
Em yudjá, o Perfectivo não é marcado, e o lmperfectivo recebe três marcas diferentes, que correspondem a formas independentes:
- anaana - Habitual
- hae - Progressivo
- anu - Não-progressivo

A distinção entre Progressivo e Não-progressivo, em yudjá, corresponde a uma distinção entre significados "atélico" e "télico": o primeiro não implica uma situação que tenha um fim e o segundo implica justamente uma situação que tenha fim, embora ambos impliquem duração.
Em yudjá, em todos os paradigmas coletados, anu tem sua contraparte alu para 1ª pessoa singular e 1ª pessoa plural. Isto faz pensar que provavelmente anu/alu tenha sido anteriormente uma flexão de tempo passado, devido, inclusive, à sua característica de télico - ação que implica em um final.

#### Derivação verbal

##### Derivação a partir de nome
Nomes derivam verbos com a mudança da terninação para -u para formar intransitivos e, além disso, a partir do acréscimo do prefixo a- para formar verbos transitivos.
- piná "pente" => apinú "pentear" => apinú na mãbïa bé (pentear 1s filha dat) "Eu penteei minha filha"
- ka'á báxia (árvore flor) "flor da árvore"
- ka'áha anu i-batxíú (árvore asp 3s-florescer) "a árvore floresceu"

### Advérbios
A classe dos advérbios é constituída por palavras que podem modificar nomes e verbos. Sintaticamente, funcionam como adjunto, ou seja, são ligados a uma estrutura, de que dependem, mas podem ser desligados da sentença sem causar a ela qualquer alteração sintática.
| Tipo            | Advérbio    | Significado | Exemplo                         | Glossa                                           | Significado                                |
| --------------- | ----------- | ----------- | ------------------------------- | ------------------------------------------------ | ------------------------------------------ |
| de lugar        | 'a'i        | aqui        | au manakúrá adḯṹ                | ter açaí longe                                   | Tem açaí longe                             |
| de lugar        | pḯĩ:há hé   | lá longe    | au manakúrá adḯṹ                | ter açaí longe                                   | Tem açaí longe                             |
| de lugar        | kahu        | lá          | au manakúrá adḯṹ                | ter açaí longe                                   | Tem açaí longe                             |
| de lugar        | adḯṹ        | longe       | au manakúrá adḯṹ                | ter açaí longe                                   | Tem açaí longe                             |
| de lugar        | kapaũ       | perto       | au manakúrá adḯṹ                | ter açaí longe                                   | Tem açaí longe                             |
| de tempo        | káĩ́bi       | ontem       | káĩ́bi amáná ala                 | ontem chuva chover                               | Ontem choveu                               |
| de tempo        | maxi        | agora, hoje | káĩ́bi amáná ala                 | ontem chuva chover                               | Ontem choveu                               |
| de tempo        | kahukáde    | amanhã      | káĩ́bi amáná ala                 | ontem chuva chover                               | Ontem choveu                               |
| de tempo        | payú        | antigamente | káĩ́bi amáná ala                 | ontem chuva chover                               | Ontem choveu                               |
| de tempo        | ukáhaũ      | sempre      | káĩ́bi amáná ala                 | ontem chuva chover                               | Ontem choveu                               |
| quantificadores | kïnanaínaku | pouco       | apá pitxa á-áne? abï pitxa á na | qual peixe querer-2S qualquer um peixe querer 1s | Qual peixe você quer? Quero qualquer peixe |
| quantificadores | itxïbḯ      | muito       | apá pitxa á-áne? abï pitxa á na | qual peixe querer-2S qualquer um peixe querer 1s | Qual peixe você quer? Quero qualquer peixe |
| quantificadores | bitéhu      | tudo        | apá pitxa á-áne? abï pitxa á na | qual peixe querer-2S qualquer um peixe querer 1s | Qual peixe você quer? Quero qualquer peixe |
| quantificadores | anásẽ:      | todos       | apá pitxa á-áne? abï pitxa á na | qual peixe querer-2S qualquer um peixe querer 1s | Qual peixe você quer? Quero qualquer peixe |
| quantificadores | tïháṹ       | nenhum      | apá pitxa á-áne? abï pitxa á na | qual peixe querer-2S qualquer um peixe querer 1s | Qual peixe você quer? Quero qualquer peixe |
| quantificadores | tïhamáhidjí | nenhum      | apá pitxa á-áne? abï pitxa á na | qual peixe querer-2S qualquer um peixe querer 1s | Qual peixe você quer? Quero qualquer peixe |
| quantificadores | abï         | qualquer um | apá pitxa á-áne? abï pitxa á na | qual peixe querer-2S qualquer um peixe querer 1s | Qual peixe você quer? Quero qualquer peixe |
| quantificadores | káitá       | vários      | apá pitxa á-áne? abï pitxa á na | qual peixe querer-2S qualquer um peixe querer 1s | Qual peixe você quer? Quero qualquer peixe |
| qualificadores  | pïdáku      | devagar     | alí pe'árú pudúkú               | menino rápido andar                              | O menino andou rápido                      |
| qualificadores  | pe'árú      | rápido      | alí pe'árú pudúkú               | menino rápido andar                              | O menino andou rápido                      |
| qualificadores  | memé        | sozinho     | alí pe'árú pudúkú               | menino rápido andar                              | O menino andou rápido                      |

## Sentença

### Ordem da Frase
A ordem geral das sentenças em yudjá é SVO. Sujeito e objeto podem ser expressos por elementos pronominais ou não. No último caso, os argumentos não recebem marcas especiais, distinguindo-se pela ordem.
| Frase             | Glosa                  | Significado                 |
| ----------------- | ---------------------- | --------------------------- |
| pitxa ixú alí anu | peixe comer menino ASP | O menino está comendo peixe |
| Ananã pitxa wïyũ  | Ananã peixe cozinhar   | Ananã cozinhou peixe        |

Na situação em que o objeto direto não pronominal vem após o verbo, ele recebe a marca be.
| Frase            | Glosa                     | Significado               |
| ---------------- | ------------------------- | ------------------------- |
| apḯ atxu huta be | cachorro morder cobra DAT | O cachorro mordeu a cobra |

Caso o objeto não seja um SN, ele ocorrerá no verbo como marcação de pessoa - clítico, que ocorrerá também no dativo be.
| Frase           | Glosa                     | Significado          |
| --------------- | ------------------------- | -------------------- |
| apḯ u-atxú u-bé | cachorro 1S-morder 1S-DAT | O cachorro me mordeu |

Nas orações com verbos bitransitivos, ou seja, verbos que além do objeto direto admitem um objeto indireto, este vem no dativo, marcado pela posposição be, e o direto não recebe marcação, caso os objetos sejam não SNs, A ordem observada sempre é o objeto direto antecedendo o verbo, e o objeto indireto podendo ocupar variadas posições (caso o objeto direto fosse alocado após o verbo, haveria agramaticalidade pois ocorreriam dois argumentos marcados com a posposição be)
| Frase                                   | Glosa                                          | Significado                                          |
| --------------------------------------- | ---------------------------------------------- | ---------------------------------------------------- |
| Tamamã Taperída be apárú kua            | Tamamã Taperída DAT beiju dar                  | Tamamã deu beiju para Taperída                       |
| Tamamã be Taperída apárú kua            | Tamamã DAT Taperída beiju dar                  | Taperída deu beiju para Tamamã                       |
| Taperída bába be aku'ú abïahá awḯyá abḯ | Taperída papai DAT rato história antiga contar | Taperída contou história antiga do rato para o papai |

### Verbos intransitivos
Os verbos intransitivos em yudjá podem ser ativos, caso refiram-se a uma ação, e estativos, caso refiram-se a estado.

#### Verbos intransitivos ativos
Estes verbos têm como argumento único o sujeito que, como no caso dos transitivos, pode ser pronominal ou não.
| Frase            | Glosa         | Significado     |
| ---------------- | ------------- | --------------- |
| kurakurá iyakúhá | ferver mingau | O mingau ferveu |
| etxúkú alí       | comer menino  | O menino comeu  |
| bïdḯu na         | cair 1S       | Eu caí          |

#### Verbos intransitivos estativos
Os itens que exprimem conceitos correspondentes àqueles expressos por adjetivos no português funcionam em yudjá como verbos estativos, como será demonstrado. O que comprovaria a análise deles como verbos, entre outros fatos, é a possibilidade de reduplicação desses itens com mudança de modo realis para irrealis. Assim, tais itens assumiriam uma característica do verbo, uma vez que na língua há os referidos modos no verbo. Em tais itens a reduplicação é uma sufixação e tem a função de marcar a intensidade: Sem a reduplicação, no modo realis, indica algo que está relativamente longe e com reduplicação, indica algo que está relativamente perto, que pode ser observado com mais detalhes.
| Frase               | Glosa                   | Significado                      |
| ------------------- | ----------------------- | -------------------------------- |
| ka'á úpá alḯlú      | mato folha verde        | A folha verde (que está longe)   |
| ka'á úpá alḯlú      | mato folha verde        | A folha é verde (que está longe) |
| ka'á úpá akïlá-kïla | mato folha verde-REDUPL | A folha verde (que está perto)   |
| ka'á úpá akïlá-kïla | mato folha verde-REDUPL | A folha é verde (que está perto) |

Como pôde ser observado, a ordem de uma construção com os verbos estativos é Nome-Verbo estativo e em uma construção genitiva é Genitivo-Nome.
| Frase      | Glosa          | Significado        |
| ---------- | -------------- | ------------------ |
| alí ikiahá | criança bonita | A criança bonita   |
| alí ikiahá | criança bonita | A criança é bonita |
| aká urahu  | casa grande    | A casa grande      |
| aká urahu  | casa grande    | A casa é grande    |
| awïla 'e'é | mel gostoso    | O mel gostoso      |
| awïla 'e'é | mel gostoso    | O mel é gostoso    |
| iyá imaxã́  | rio sinuoso    | O rio sinuoso      |
| iyá imaxã́  | rio sinuoso    | O rio é sinuoso    |

Note-se, pelas traduções, que em todos os exemplos acima o verbo estativo pode ser um atributo ("O rio sinuoso"), sendo um modificador do nome, e como tal aparece em orações como no exemplo abaixo:
| Frase                       | Glosa                    | Significado            |
| --------------------------- | ------------------------ | ---------------------- |
| alí kariá wï                | menina alegre chegar     | A menina alegre chegou |
| ãibátá ipakúhá itá na       | rede nova comprar 1S     | Eu comprei rede nova   |
| umé ãibátá ipakúhá labïkïrḯ | 1S-POSS rede nova rasgar | Minha rede nova rasgou |

ou pode ser um predicativo, desempenhando a função do verbo ("O rio é sinuoso"), e pode, nesses casos, ser seguido da marca de aspecto, que, sem dúvida alguma, é característica de verbos:
| Frase             | Glosa               | Significado        |
| ----------------- | ------------------- | ------------------ |
| mãdḯká abḯrua anu | lua redonda ASP     | A lua está redonda |
| ulu'udí urahu alu | 1P(EXCL) grande ASP | Nós somos grandes  |

Como menciona Dixon (in Bright, 1992), em casos como esse os linguistas descrevem os "adjetivos" como verbos estativos, não os descrevendo, portanto, como uma classe de palavra distinta. Contudo, apesar de a reduplicação ser comum a verbos, em yudjá, não deixa de existir em nomes também, como foi mostrado anteriormente. Portanto, a reduplicação não é característica exclusiva de verbos. Além disso, um outro argumento para considerar os adjetivos distintos dos verbos seria o fato de que um adjetivo modifica um nome diretamente, como pode ser visto acima, mas um verbo só pode modificar um nome se estiver em uma forma nominalizada:
| Frase               | Glosa                                 | Significado     |
| ------------------- | ------------------------------------- | --------------- |
| pïháhá lapídú-yãhã́  | banco quebrar(objeto volumoso)-NOMIN. | banco quebrado  |
| txukáyá lapíkú-yãhã́ | flecha quebrar(objeto fino)-NOMIN.    | flecha quebrada |

Segundo Shankara Bath (1994:49), entre outras diferenças entre adjetivos e verbos em línguas em que eles são classes distintas, os primeiros ocorrem em sua forma não marcada na posição de nomes e requerem, como tais, modificações ( o uso de afixos ou de um auxiliar) para funcionar como predicados, e os últimos (verbos) ocorrem em sua forma não-marcada como predicados e têm de ser mudados para particípios ou outras formas derivadas para ocorrer na posição de nomes. Em yudjá, o adjetivo não requer modificações para funcionar como predicado, podendo, inclusive, receber marca de aspecto; além disso, comportam-se como os verbos também quando ocorrem na posição de nomes, uma vez que são nominalizados:
| Frase           | Glosa             | Significado     |
| --------------- | ----------------- | --------------- |
| ikiahá-yahã́ iyu | bonita-NOM dormir | A bonita dormiu |

O adjetivo pode ainda receber a marca de dativo, como um nome, mas antes disso precisa ser nominalizado como um verbo:
| Frase                         | Glosa                       | Significado                 |
| ----------------------------- | --------------------------- | --------------------------- |
| anï makaxí kua ikiahá-yãhã́ be | 3S milho dar bonito-NOM DAT | Ela deu milho para o bonito |

Assim, em yudjá os "adjetivos" passam a ser analisados como verbos estativos, por terem comportamento semelhante aos verbos.

## Vocabulário

### Amostra de texto
Kï kapa de na 'é'elu
Kï de na umaká dé 'é'elu. Ĩ́ na paku káde upadé ika te hide, i na iduma hidji te.
Umaká de 'é'elu káde na bitú iyaũ, umaká kï̃ yáékuakua na kahu.
Kahu wï tádei uxixi kariá kára. Sutadei na ẽ́du káde awaie kï̃ yáékua umaká bé ta.
Ĩ́ na abḯkú káde kã́lí sã txa, kã́lí sã txa káde idúáha ne té. Kaapa dákï̃ kapíiku, una umaká bé elú kárayãhã́ ubahú kaapa su.
Kuadḯ 'e'ú txa táde na 'e'á a hide, uwáká dá umaká yáékuakua káraha.
– Tarupi Kayabi Yudja
Tradução: Essa noite eu sonhei
Essa noite eu sonhei com meu amor. Quando eu acordei eu a procurei mas não a encontrei.
Quando eu sonhei com meu amor não consegui dormir mais, eu só pensava no meu amor até o dia amanhecer.
Quando foi amanhecendo o passarinho cantou. Então eu ouvi, eu me lembrei de novo do meu amor.
Quando acordei saí fora, quando saí fora da casa tive vontade de encontrá-la. O dia estava também bem quieto, triste; o dia sabe que eu estou com saudade do meu amor.
Quando o sol entrou, eu queria chorar, vontade de chorar quando fico lembrando do meu amor.
– Tarupi Kayabi Yudja

### Numerais
O yudjá possui palavras e expressões para números até vinte. Para quantidades maiores, é usado itxḯbḯ (muitos). Atualmente fazem uso dos termos do português para designar os números maiores que cinco, com o objetivo de fazer contas e mencionar horas.
Os números até vinte fazem referência aos dedos das mãos e dos pés, na seguinte ordem: o primeiro dedo a ser usado na contagem é o mínimo da mão direita (número "um"), depois o anelar, o médio, o indicador e o polegar. O próximo é o polegar da mão esquerda (número "seis"), o indicador, o médio, o anelar e o mínimo. A mesma ordem é seguida na continuação nos pés ("onze" é o dedo mínimo do pé direito).
A ordem usual no sintagma nominal é Numeral - Nome. Porém também é possível a ordem Nome - Numeral. Entre os dois elementos pode haver outro elemento como um pronome. Comportam-se como adjuntos, podendo, portanto, ser removidos da sentença sem causar-lhe mudança sintática. Devido a esse comportamento, são considerados como advérbios:
| Frase                | Glosa                    | Significado                 |
| -------------------- | ------------------------ | --------------------------- |
| una txabḯú waraxí wã | 1S três melancia comprar | Eu comprei três melancias   |
| txabḯú na waraxí wã  | três 1S melancia comprar | Eu comprei três melancias   |
| duwadjúse alií iyu   | quatro crianças dormir   | As quatro crianças dormiram |
| alíi duwadjúse iyu   | crianças quatro dormir   | As quatro crianças dormiram |

A partir do número 5, os numerais podem ser expressos por compostos indicando a quantidade de dedos a mais que passaram de uma mão/pé ou indicando os nomes dos dedos, sem indicar que são os da mão/pé esquerdos.
| Numeral | Palavra                                    | Glosa                                      | Significado                                            |
| ------- | ------------------------------------------ | ------------------------------------------ | ------------------------------------------------------ |
| 1       | memé                                       | sozinho                                    | um                                                     |
| 1       | memé-hinaku                                | sozinho-?                                  | um                                                     |
| 2       | yáuda                                      |                                            | dois                                                   |
| 3       | txabḯú                                     |                                            | três                                                   |
| 4       | duwadjúse                                  |                                            | quatro                                                 |
| 5       | se-wá* a-rahḯhï                            | 1P-dedo redondo-grande                     | nosso dedo grande e redondo (polegar)                  |
| 6       | se-wá pauna bé meméhinaku kára             | 1P-mão lado DAT um passar                  | passa um (dedo) para nossa mão do outro lado           |
| 6       | se-wá a-rahḯhï pauna                       | 1P-dedo redondo-grande lado                | nosso polegar do outro lado                            |
| 7       | se-wá pauna bé yáuda kára                  | 1P-mão lado DAT dois passar                | passam dois (dedos) para nossa mão do outro lado       |
| 7       | se-wá a-rahḯhï détxiã́                      | 1P-dedo redondo-grande próximo             | próximo ao polegar (indicador)                         |
| 8       | se-wá pauna bé txabḯú kára                 | 1P-mão lado DAT três passar                | passam três (dedos) para nossa mão do outro lado       |
| 8       | se-wá xipá                                 | 1P-dedo meio                               | nosso dedo do meio (médio)                             |
| 9       | se-wá pauna bé duwadjúse kára              | 1P-mão lado DAT quatro passar              | passam quatro (dedos) para nossa mão do outro lado     |
| 9       | se-wá xĩ́xĩ détxiã́                          | 1P-dedo pequeno próximo                    | próximo ao nosso dedo pequeno (anelar)                 |
| 10      | se-wá né                                   | 1P-mão igual                               | igual nossa mão                                        |
| 10      | se-wá xĩ́xĩ                                 | 1P-dedo pequeno                            | nosso dedo pequeno (mínimo)                            |
| 11      | se-bïdahá bé meméhinaku kára               | 1P-pé DAT um passar                        | passa um (dedo) para o nosso pé                        |
| 11      | se-maraxã́ xĩ́xĩ                             | 1P-dedo do pé pequeno                      | nosso dedinho do pé (mínimo)                           |
| 12      | se-bïdahá bé yáuda kára                    | 1P-pé DAT dois passar                      | passam dois (dedos) para o nosso pé                    |
| 12      | se-maraxã́ xĩ́xĩ détxiã́                      | 1P-dedo do pé pequeno próximo              | próximo ao nosso mínimo (anelar)                       |
| 13      | se-bïdahá bé txabḯú kára                   | 1P-pé DAT três passar                      | passam três (dedos) para o nosso pé                    |
| 13      | se-maraxã́ xipá                             | 1P-dedo do pé meio                         | nosso dedo do pé do meio (médio)                       |
| 14      | se-bïdahá bé duwadjúse kára                | 1P-pé DAT quatro passar                    | passam quatro (dedos) para o nosso pé                  |
| 14      | se-maraxã́ xipá détxiã́                      | 1P-dedo do pé meio próximo                 | próximo ao nosso dedo do pé do meio (indicador)        |
| 15      | se-bïdahá bé se-wá né kára                 | 1P-pé DAT 1P-mão igual passar              | passou igual uma mão para o nosso pé                   |
| 15      | se-bïdahá né                               | 1P-pé igual                                | igual nosso pé                                         |
| 16      | se-bïdahá bé se-wá pauna ne kára           | 1P-pé DAT 1P-dedo lado igual passar        | passa (um) do nosso dedo do lado igual para o nosso pé |
| 16      | se-bïdahá pauna bé meméhinaku kára         | 1P-pé lado DAT um passar                   | passa um (dedo) para o nosso pé do outro lado          |
| 16      | se-bïdahá pauna né kára                    | 1P-pé lado igual passar                    | passa para o pé do outro lado                          |
| 17      | se-bïdahá bé se-wá pauna né yáuda kára     | 1P-pé DAT 1P-mão lado igual dois passar    | passam dois dedos do outro lado para o nosso pé        |
| 17      | se-bïdahá pauna bé yáuda kára              | 1P-pé lado DAT dois passar                 | passam dois (dedos) para o nosso pé do outro lado      |
| 17      | se-maraxã́ a-rahḯhï détxiã́                  | 1P-dedo do pé redondo-grande próximo       | próximo ao nosso dedo do pé grande (indicador)         |
| 18      | se-bïdahá bé se-wá pauna né txabḯú kára    | 1P-pé DAT 1P-dedo lado igual três passar   | passam três dedos do outro lado para o nosso pé        |
| 18      | se-bïdahá pauna bé txabḯú kára             | 1P-pé lado DAT três passar                 | passam três (dedos) para o nosso pé do outro lado      |
| 18      | se-maraxã́ xipá                             | 1P-dedo do pé meio                         | nosso dedo do pé do meio (médio)                       |
| 19      | se-bïdahá bé se-wá pauna né duwadjúse kára | 1P-pé DAT 1P-dedo lado igual quatro passar | passam quatro dedos do outro lado para o nosso pé      |
| 19      | se-bïdahá pauna bé duwadjúse kára          | 1P-pé lado DAT quatro passar               | passam quatro (dedos) para o nosso pé do outro lado    |
| 19      | se-maraxã́ xipá xĩ́xĩ détxiã́                 | 1P-dedo do pé pequeno próximo              | próximo ao nosso dedo do pé pequeno (anelar)           |
| 20      | se-bïdahá dju se-wá másehu                 | 1P-pé COM. 1P-dedo acabar                  | acabam os dedos dos nossos pés juntos                  |
| 20      | se-bïdahá se-wá lãhújé-yãhã́ ne             | 1P-pé 1P-dedo ajuntar-nom igual            | igual o que ajunta nossas mãos e nossos pés            |
| 20      | se-bïdahá ahúmé                            | 1P-pé ajuntar                              | ajunta os nossos pés                                   |

Nota: -wá significa tanto "dedo" quanto "mão". A distinção é dada pelo contexto.

### Nomes de aves
Nomes de aves em yudjá:
| Nome em Juruna                  | Nome popular em português         | Nome científico             | Autoridade                     | Nome geral em Juruna | Família                               | maka (criação) |
| ------------------------------- | --------------------------------- | --------------------------- | ------------------------------ | -------------------- | ------------------------------------- | -------------- |
| matxũ                           | acauã                             | Herpetotheres cachinnans    | (Linnaeus, 1758)               | ekũ                  | Falconidae                            |                |
| pakuϊ                           | águia-pescadora                   | Pandion haliaetus           | (Linnaeus, 1758)               | ekũ                  | Pandionidae                           |                |
| arakã                           | anacã                             | Deroptyus accipitrinus      | (Linnaeus, 1758)               | arakã                | Psittacidae                           | nakũ           |
| txutxura                        | anambé-branco-de-bochecha-parda   | Tityra inquisitor           | (Lichtenstein, 1823)           | uxixi                | Tyrannidae                            |                |
| urũ ipewa imakurukuru           | andorinha-de-coleira              | Pygochelidon melanoleuca    | (Wied, 1820)                   | urũ                  | Hirundinidae                          |                |
| urũ idïka                       | andorinha-de-faixa-branca         | Atticora fasciata           | (Gmelin, 1789)                 | urũ                  | Hirundinidae                          |                |
| urũ epïakuaheheyã               | andorinha-doméstica-grande        | Progne chalybea             | (Gmelin, 1789)                 | urũ                  | Hirundinidae                          |                |
| urũ epakuaheheyã                | andorinha-do-rio                  | Tachycineta albiventer      | (Boddaert, 1783)               | urũ                  | Hirundinidae                          |                |
| uru ipewa akãlikãli             | andorinhão-de-sobre-branco        | Chaetura spinicaudus        | (Temminck, 1839)               | urũ                  | Apodidae                              |                |
| urũ huta                        | andorinhão-estofador              | Panyptila cayennensis       | (Gmelin, 1789)                 | urũ                  | Apodidae                              |                |
| urũ epubepubea                  | andorinha-serrador                | Stelgidopteryx ruficollis   | (Vieillot, 1817)               | urũ                  | Hirundinidae                          |                |
| aramidaka                       | anhuma                            | Anhima cornuta              | (Linnaeus, 1766)               | aramidaka            | Anhimidae                             |                |
| maradjadja                      | anu-coroca                        | Crotophaga major            | (Gmelin, 1788)                 | maradjadja           | Cuculidae                             | sisĩ           |
| yainã                           | anu-preto                         | Crotophaga ani              | (Linnaeus, 1758)               | yainã                | Cuculidae                             | yainã          |
| makaxiha                        | araçari-de-bico-branco            | Pteroglossus aracari        | (Linnaeus, 1758)               | yadadarĩ             | Ramphastidae                          | makaxiha       |
| tikunũ                          | arapaçu-de-bico-branco            | Dendroplex picus            | (Gmelin, 1788)                 | ware                 | Dendrocolaptidae                      |                |
| ware                            | arapaçu-de-garganta-amarela       | Xiphorhynchus guttatus      | (Lichtenstein, 1820)           | ware                 | Dendrocolaptidae                      |                |
| ware xixĩ                       | arapaçu-de-listras-brancas        | Lepidocolaptes albolineatus | (Lafresnaye, 1845)             | ware                 | Dendrocolaptidae                      |                |
| ware asurirĩ                    | arapaçu-de-spix                   | Xiphorhynchus spixii        | (Lesson, 1830)                 | ware                 | Dendrocolaptidae                      |                |
| uxixi kararã xixĩ               | arapaçu-riscado                   | Xiphorhynchus obsoletus     | (Lichtenstein, 1820)           | ware                 | Dendrocolaptidae                      |                |
| warawara                        | arara-azul-grande                 | Anodorhynchus hyacinthinus  | (Latham, 1790)                 | warawara             | Psittacidae                           | araruna        |
| arapa                           | arara-canga                       | Ara macao                   | (Linnaeus, 1758)               | arapa                | Psittacidae                           | yaraha         |
| txararïwa                       | arara-canindé                     | Ara ararauna                | (Linnaeus, 1758)               | txararïwa            | Psittacidae                           | awarĩ          |
| urawï                           | arara-vermelha-grande             | Ara chloropterus            | (Gray, 1859)                   | urawï                | Psittacidae                           | yarapïda       |
| mamana urahïhï                  | ariramba-da-copa                  | Galbula dea                 | (Linnaeus, 1758)               | mamana               | Galbulidae                            | mamana         |
| mamana xixĩ                     | ariramba-da-mata                  | Galbula cyanicollis         | (Cassin, 1851)                 | mamana               | Galbulidae                            | mamana         |
| adura xixĩ                      | arirambinha                       | Chloroceryle aenea          | (Pallas, 1764)                 | adura                | Alcedinidae                           |                |
| uxixi kararã urahïhï            | arredio-do-rio                    | Cranioleuca vulpina         | (Pelzeln, 1856)                | uxixi                | Furnariidae                           |                |
| witxitxi                        | pipira-vermelha                   | Ramphocelus carbo           | (Pallas, 1764)                 | uxixi                | Thraupidae                            | witxitxi       |
| pïza maka                       | azulona                           | Tinamus tao                 | (Temminck, 1815)               | pïza maka            | Tinamidae                             |                |
| aku’u ipewapewa                 | bacurau                           | Hydropsalis albicollis      | (Gmelin, 1789)                 | aku’u                | Caprimulgidae                         | pũ             |
| pukuï detxã                     | bacurau-cauda-barrada             | Hydropsalis leucopyga       | (Spix, 1825)                   | aku’u                | Caprimulgidae                         | pũ             |
| akuʼu etahehea                  | bacurau-da-praia                  | Chordeiles rupestris        | (Spix, 1825)                   | aku’u                | Caprimulgidae                         | pũ             |
| aku’u txuĩpïpïpï                | bacurau-pequeno                   | Hydropsalis parvulus        | (Gould, 1837)                  | aku’u                | Caprimulgidae                         | pũ             |
| teriu                           | baiano                            | Sporophila nigricollis      | (Vieillot, 1823)               | uxixi                | Emberizidae                           |                |
| yakurixi                        | balança-rabo-de-bico-torto        | Glaucis hirsutus            | (Gmelin, 1788)                 | yakurixi             | Trochilidae                           |                |
| pidupidu xixi                   | batuíra-de-coleira                | Charadrius collaris         | (Vieillot, 1818)               | aurupadaka           | Charadriidae                          |                |
| duadua                          | batuíra-de-esporão                | Vanellus cayanus            | (Latham, 1790)                 | aurupadaka           | Charadriidae                          | adïwa          |
| yakurixi                        | beija-flor-azul-de-rabo-branco    | Florisuga mellivora         | (Linnaeus, 1758)               | yakurixi             | Trochilidae                           |                |
| yakurixi                        | beija-flor-de-bochecha-azul       | Heliothryx auritus          | (Gmelin, 1788)                 | yakurixi             | Trochilidae                           |                |
| yakurixi                        | beija-flor-de-garganta-verde      | Amazilia fimbriata          | (Gmelin, 1788)                 | yakurixi             | Trochilidae                           |                |
| yakurixi ipadja itinikikĩ       | beija-flor-preto                  | Anthracothorax nigricollis  | (Vieillot, 1817)               | yakurixi             | Trochilidae                           |                |
| yakurixi                        | beija-flor-tesoura-verde          | Thalurania furcata          | (Gmelin, 1788)                 | yakurixi             | Trochilidae                           |                |
| titikĩ                          | bem-te-vi                         | Pitangus sulphuratus        | (Linnaeus, 1766)               | uxixi                | Tyrannidae                            | kuiusi         |
| huribibi ita’ĩ’ĩ                | bem-te-vizinho-de-asa-ferrugínea  | Myiozetetes cayanensis      | (Linnaeus, 1766)               | uxixi                | Tyrannidae                            | kuiusi         |
| hurikiki                        | bem-te-vizinho-do-brejo           | Philohydor lictor           | (Lichtenstein, 1823)           | uxixi                | Tyrannidae                            | kuiusi         |
| pare’e’ẽ                        | benedito-de-testa-vermelha        | Melanerpes cruentatus       | (Boddaert, 1783)               | ware                 | Picidae                               | pare’e’ẽ       |
| ayã iwadïwadïa                  | bico-chato-de-rabo-vermelho       | Ramphotrigon ruficauda      | (Spix, 1825)                   | ayã iwadïwadïa       | Tyranninae                            |                |
| mamanã                          | bico-de-agulha-de-rabo-vermelho   | Galbula ruficauda           | (Cuvier, 1816)                 | uxixi                | Galbulidae                            |                |
| yanuĩ                           | bico-de-brasa                     | Monasa nigrifrons           | (Spix, 1824)                   | uxixi                | Bucconidae                            | tikutikũ       |
| patia adaka                     | bicudo                            | Sporophila maximiliani      | (Cabanis, 1851)                | uxixi                | Emberizidae                           |                |
| patxawawa                       | biguá                             | Phalacrocorax brasilianus   | (Gmelin, 1789)                 | patxawawa            | Phalacrocoracidae                     | patxawawa      |
| karara                          | biguatinga                        | Anhinga anhinga             | (Linnaeus, 1766)               | karara               | Anhingidae                            | kanapi         |
| watxupẽ                         | cabeça-branca                     | Dixiphia pipra              | (Linnaeus, 1758)               | uxixi                | Pipridae                              |                |
| audumaka                        | cabeça-de-prata                   | Lepidothrix iris            | (Schinz, 1851)                 | uxixi                | Pipridae                              | audumaka       |
| nunure                          | cabeça-seca                       | Mycteria americana          | (Linnaeus, 1758)               | nunure               | Ciconiidae                            | tarara         |
| kukuya                          | caburé                            | Glaucidium brasilianum      | (Gmelin, 1788)                 | ekũ                  | Strigidae                             |                |
| kakï pïxixĩ                     | cancã                             | Cyanocorax cyanopogon       | (Wied, 1821)                   | ekũ                  | Corvidae                              |                |
| kakï urahïhï                    | cancão                            | Ibycter americanus          | (Boddaert, 1783)               | ekũ                  | Falconidae                            |                |
| aparu abe itxa iwa              | capitão-de-saíra-amarelo          | Attila spadiceus            | (Gmelin, 1789)                 | uxixi                | Tyrannidae                            |                |
| uru’asa                         | carão                             | Aramus guarauna             | (Linnaeus, 1766)               | uru’asa              | Aramidae                              |                |
| kahũtxĩ                         | cauré                             | Falco rufigularis           | (Daudin, 1800)                 | ekũ                  | Falconidae                            |                |
| xikãxikã                        | chincoã                           | Piaya cayana                | (Linnaeus, 1766)               | uxixi                | Cuculidae                             |                |
| xikãxikã xixĩ                   | chincoã-pequeno                   | Coccycua minuta             | (Vieillot, 1817)               | uxixi                | Cuculidae                             |                |
| txutxurũ                        | choca-d'água                      | Sakesphorus luctuosus       | (Lichtenstein, 1823)           | uxixi                | Thamnophilidae                        | txutxurũ       |
| laaka maka                      | choca-de-olho-vermelho            | Thamnophilus schistaceus    | (d'Orbigny, 1835)              | uxixi                | Thamnophilidae                        |                |
| taxununu xixĩ                   | chupa-dente-de-capuz              | Conopophaga roberti         | (Hellmayr, 1905)               | uxixi                | Conopophagidae                        |                |
| kakaya                          | cigana                            | Opisthocomus hoazin         | (Statius Muller, 1776)         | kakaya               | Opisthocomidae                        |                |
| kurukuru                        | cococoró                          | Mesembrinibis cayennensis   | (Gmelin, 1789)                 | kurukuru             | Threskiornithidae                     | kurudu         |
| teriu                           | coleira-de-garganta-branca        | Sporophila albogularis      | (Spix, 1825)                   | uxixi                | Emberizidae                           |                |
| tayãbera asurirĩ                | colhereiro                        | Platalea ajaja              | (Linnaeus, 1758)               | tayãbera             | Threskiornithidae                     |                |
| huhuru                          | corcovado                         | Odontophorus gujanensis     | (Gmelin, 1789)                 | huhuru               | Phasianidae                           |                |
| tatarayã                        | corta-água                        | Rynchops niger              | (Linnaeus, 1758)               | tatarayã             | Rhynchopidae                          | piãpiã         |
| kame’amï                        | corujinha-orelhuda                | Megascops watsonii          | (Cassin, 1849)                 | ekũ                  | Strigidae                             |                |
| ʼiitu                           | cricrió                           | Lipaugus vociferans         | (Wied, 1820)                   | uxixi                | Cotingidae                            |                |
| kukãrã                          | curicaca                          | Theristicus caudatus        | (Boddaert, 1783)               | kukãrã               | Threskiornithidae                     | kurudu         |
| teriu asurirĩ                   | curió                             | Sporophila angolensis       | (Linnaeus, 1766)               | teriu                | Emberizidae                           |                |
| kamena isamï                    | enferrujadinho                    | Neopipo cinnamomea          | (Lawrence, 1869)               | uxixi                | Threskiornithidae                     |                |
| baxidi                          | ferreirinho-estriado              | Todirostrum maculatum       | (Desmarest, 1806)              | uxixi                | Tyrannidae                            |                |
| kuaha maka                      | figuinha-de-rabo-castanho         | Conirostrum speciosum       | (Temminck, 1824)               | uxixi                | Emberizidae / Subfamília: Thraupinae  |                |
| aberi pïpï                      | fogo-apagou                       | Columbina squammata         | (Lesson, 1831)                 | aberi                | Columbidae                            |                |
| xarakũ                          | frango-d'água-azul                | Porphyrio martinica         | (Linnaeus)                     | aurupadaka           | Rallidae                              |                |
| kaarũ                           | garça-da-mata                     | Agamia agami                | (Gmelin, 1789)                 | kaarũ                | Ardeidae                              |                |
| metĩ                            | garça-real                        | Pilherodius pileatus        | (Boddaert, 1783)               | metĩ                 | Ardeidae                              | nunu           |
| audu maka                       | gaturamo-de-barriga-branca        | Euphonia minuta             | (Cabanis, 1849)                | uxixi                | Fringillidae                          |                |
| uru’aiwaa                       | gavião-belo                       | Busarellus nigricollis      | (Latham, 1790)                 | ekũ                  | Accipitridae                          | ?              |
| epa maka                        | gavião-caburé                     | Micrastur ruficollis        | (Vieillot, 1817)               | ekũ                  | Falconidae                            |                |
| tuwã maka                       | gavião-de-anta                    | Daptrius ater               | (Vieillot, 1816)               | ekũ                  | Falconidae                            | kurudu         |
| tawariwari / tapenua            | gavião-de-penacho                 | Spizaetus ornatus           | (Daudin, 1800)                 | ekũ                  | Accipitridae                          |                |
| yabe’i’ĩ                        | gavião-pega-pinto                 | Rupornis magnirostris       | (Gmelin, 1788)                 | ekũ                  | Accipitridae                          | yabe’i’ĩ       |
| kukula                          | gavião-peneira                    | Elanus leucurus             | (Vieillot, 1818)               | ekũ                  | Accipitridae                          | hihi           |
| uru’aiwaa idïka                 | gavião-preto                      | Urubutinga urubitinga       | (Gmelin, 1788)                 | kurukuru             | Accipitridae                          | kurudu         |
| akuʼukuʼu                       | gavião-real                       | Harpia harpyja              | (Linnaeus, 1758)               | ekũ                  | Accipitridae                          | aku'uku'u      |
| yawilu                          | gavião-tesoura                    | Elanoides forficatus        | (Linnaeus, 1758)               | ekũ                  | Accipitridae                          |                |
| kudakuda                        | gaviãozinho                       | Gampsonyx swainsonii        | (Vigors, 1825)                 | ekũ                  | Accipitridae                          |                |
| aberi                           | juriti-gemedeira                  | Leptotila rufaxilla         | (Richard & Bernard, 1792)      | aberi                | Columbidae                            | uzala imahua   |
| uxixi auahanu                   | garrinchão                        | Campylorhynchus turdinus    | (Wied, 1831)                   | uxixi                | Troglodytidae                         |                |
| uru’asa asurirĩ                 | guará                             | Eudocimus ruber             | (Linnaeus, 1758)               | uru’asa asurirĩ      | Threskiornithidae                     |                |
| ilu idïka                       | guaxe                             | Cacicus haemorrhous         | (Linnaeus, 1766)               | uxixi                | Icteridae                             |                |
| tadïka                          | inhambu-anhangá                   | Crypturellus bartletti      | (Sclater & Salvin, 1873)       | tadïka               | Tinamidae                             | huhũ           |
| udï                             | inhambu-preto                     | Crypturellus cinereus       | (Gmelin, 1789)                 | udï                  | Tinamidae                             |                |
| wïwï                            | inhambu-relógio                   | Crypturellus strigulosus    | (Temminck, 1815)               | wïwï                 | Tinamidae                             |                |
| xaa xixĩ                        | irerê                             | Dendrocygna viduata         | (Linnaeus, 1766)               | balala               | Anhimidae                             |                |
| yakurewï                        | jaburu                            | Jabiru mycteria             | (Lichtenstein, 1819)           | yakurewï             | Ciconiidae                            | tuyuyu         |
| kãyure                          | jacamim-de-costas-verdes          | Psophia viridis             | (Spix, 1825)                   | kãyure               | Psophiidae                            | kãyu           |
| aurupada adaka                  | jaçanã / piaçoca                  | Jacana jacana               | (Linnaeus, 1766)               | aurupadaka           | Jacanidae                             |                |
| kaka                            | jacupemba                         | Penelope superciliaris      | (Temminck, 1815)               | tarukawa             | Cracidae                              | kũkũ           |
| tarukawa                        | jacutinga                         | Aburria jacutinga           | (Spix, 1825)                   | tarukawa             | Cracidae                              | yakupẽ         |
| ʼeʼamï maka                     | japacanim                         | Donacobius atricapilla      | (Linnaeus, 1766)               | uxixi                | Donacobiidae                          |                |
| ilu                             | japiim                            | Cacicus cela                | (Linnaeus, 1758)               | uxixi                | Icteridae                             | xiru           |
| huraraku idïka                  | japu                              | Psarocolius decumanus       | (Pallas, 1769)                 | huraraku             | Icteridae                             | tũ             |
| huraraku                        | japu-verde                        | Psarocolius viridis         | (Statius Muller, 1776)         | huraraku             | Icteridae                             | tũ             |
| tikunũ                          | joão-teneném-becuá                | Synallaxis gujanensis       | (Gmelin, 1789)                 | uxixi                | Furnariidae                           |                |
| aberi urahïhï                   | juriti                            | Leptotila verreauxi         | (Bonaparte, 1855)              | aberi                | Columbidae                            | uzala imahua   |
| aberi kaʼa iwa                  | juriti-piranga                    | Geotrygon montana           | (Linnaeus, 1758)               | aberi                | Columbidae                            | uzala imahua   |
| aberi asuriri                   | juriti-vermelha                   | Geotrygon violacea          | (Temminck, 1809)               | aberi                | Columbidae                            | uzala imahua   |
| amana idja                      | maçarico-pintado                  | Actitis macularius          | (Linnaeus, 1766)               | aurupadaka           | Scolopacidae                          |                |
| laaka maka                      | mãe-de-taoca                      | Phlegopsis nigromaculata    | (d'Orbigny & Lafresnaye, 1837) | laaka maka           | Thamnophilidae                        |                |
| warawara nanã                   | maracanã-de-cabeça-amarela        | Orthopsittaca manilata      | (Boddaert, 1783)               | warawara             | Psittacidae                           | araruna        |
| aparu abe itxa iwa              | maria-cavaleira                   | Myiarchus ferox             | (Gmelin, 1789)                 | uxixi                | Tyrannidae                            |                |
| pïririu                         | marianinha                        | Pionites leucogaster        | (Kuhl, 1820)                   | uxixi                | Psittacidae                           | kapuha         |
| xikaxikã xixĩ                   | marianinha-amarela                | Capsiempis flaveola         | (Lichtenstein, 1823)           | xikaxikã             | Tyrannidae                            |                |
| adura urahïhï / adura tarara    | martim-pescador-grande            | Megaceryle torquata         | (Linnaeus, 1766)               | adura                | Alcedinidae                           | tarara         |
| adura biʼibiʼi                  | martim-pescador-verde             | Chloroceryle amazona        | (Latham, 1790)                 | adura                | Alcedinidae                           | bi'ibi'i       |
| mïratú (macho); suuruhũ (fêmea) | mutum-de-penacho                  | Crax fasciolata             | (Spix, 1825)                   | takũ                 | Cracidae                              |                |
| lahu                            | mutum-cavalo                      | Pauxi tuberosa              | (Spix, 1825)                   | lahu                 | Cracidae                              | yabĩ           |
| huribibi ʼita'ĩ'ĩ               | neinei                            | Megarynchus pitangua        | (Linnaeus, 1766)               | titikĩ               | Tyrannidae                            |                |
| aupa adaka urahïhï              | papagaio-campeiro                 | Amazona ochrocephala        | (Gmelin, 1788)                 | aurupadaka           | Psittacidae                           |                |
| txuarara                        | papagaio-verdadeiro               | Amazona aestiva             | (Linnaeus, 1758)               | txuarara             | Psittacidae                           | txuruha        |
| yãrãbe                          | pato-do-mato                      | Cairina moschata            | (Linnaeus, 1758)               | yãrãbe               | Anatidae                              | yãrãbe         |
| kãrãrã                          | pavãozinho-do-pará                | Eurypyga helias             | (Pallas, 1781)                 | kararã               | Eurypygidae                           | xãda           |
| kïri                            | periquito-de-asa-branca           | Brotogeris versicolurus     | (Statius Muller, 1776)         | kïri                 | Psittacidae                           | txũ'í          |
| yadũ                            | periquito-rei                     | Aratinga aurea              | (Gmelin, 1788)                 | yadũ                 | Psittacidae                           | da'u           |
| pidupidu                        | pernilongo                        | Himantopus melanurus        | (Vieillot, 1817)               | aurupadaka           | Recurvirostridae                      |                |
| ware kapuhaha                   | pica-pau-amarelo                  | Celeus flavus               | (Statius Muller, 1776)         | ware                 | Picidae                               |                |
| ware atxupã asurirĩ             | pica-pau-de-banda-branca          | Dryocopus lineatus          | (Linnaeus, 1766)               | ware                 | Picidae                               |                |
| ware urahïhï atxupã asurĩrĩ     | pica-pau-de-barriga-vermelha      | Campephilus rubricollis     | (Boddaert, 1783)               | ware                 | Picidae                               |                |
| ware kapuhaha                   | pica-pau-louro                    | Celeus lugubris             | (Malherbe, 1851)               | ware                 | Picidae                               |                |
| ware urahïhï                    | pica-pau-de-topete-vermelho       | Campephilus melanoleucos    | (Gmelin, 1788)                 | ware                 | Picidae                               |                |
| aparu abe itxa iwaa             | pitiguari                         | Cyclarhis gujanensis        | (Gmelin, 1789)                 | uxixi                | Vireonidae                            |                |
| waapa kaaka                     | pomba-amargosa                    | Patagioenas plumbea         | (Vieillot, 1818)               | apïka                | Columbidae                            |                |
| apïka xĩxĩ                      | pomba-galega                      | Patagioenas cayennensis     | (Bonnaterre, 1792)             | apïka                | Columbidae                            | pïda           |
| apïka urahïhï                   | pomba-trocal                      | Patagioenas speciosa        | (Gmelin, 1789)                 | apïka                | Columbidae                            | pïda           |
| txakĩtxakĩ                      | quero-quero                       | Vanellus chilensis          | (Molina, 1782)                 | aurupadaka           | Charadriidae                          |                |
| wapã dedẽ                       | rapazinho-estriado                | Nystalus striolatus         | (Pelzeln, 1856)                | uxixi                | Bucconidae                            |                |
| aberi pïpï                      | rolinha                           | Columbina talpacoti         | (Temminck, 1811)               | aberi                | Columbidae                            |                |
| turuxari                        | sabiá-coleira                     | Turdus albicollis           | (Vieillot, 1818)               | uxixi                | Muscicapidae / Subfamília: Turdinae   |                |
| turuxari ewaa heheya            | sabiá-da-mata                     | Turdus fumigatus            | (Lichtenstein, 1823)           | uxixi                | Turdidae                              |                |
| turuxari tawa iwa               | sabiá-laranjeira                  | Turdus rufiventris          | (Vieillot, 1818)               | uxixi                | Turdidae                              |                |
| tximina                         | saci                              | Tapera naevia               | (Linnaeus, 1766)               | uxixi                | Cuculidae                             |                |
| urita xĩxĩ                      | saí-andorinha                     | Tersina viridis             | (Illiger, 1811)                | uxixi                | Thraupidae                            |                |
| awara adaka nanã                | sanhaço-da-amazônia               | Tangara episcopus           | (Linnaeus, 1766)               | uxixi                | Thraupidae                            |                |
| xarakũ                          | saracura-três-potes               | Aramides cajanea            | (Statius Muller, 1776)         | xarakũ               | Rallidae                              |                |
| kuadï maka                      | saurá                             | Phoenicircus carnifex       | (Linnaeus, 1758)               | uxixi                | Cotingidae                            |                |
| ewaa adaka                      | seriema                           | Cariama cristata            | (Linnaeus, 1766)               | ewaa adaka           | Cariamidae                            |                |
| ewade’a                         | siricora-mirim                    | Laterallus viridis          | (Statius Muller, 1776)         | xarakũ / uxixi       | Rallidae                              |                |
| xuruku                          | socó-boi                          | Tigrisoma lineatum          | (Boddaert, 1783)               | xuruku               | Ardeidae                              |                |
| kaukau                          | socó-grande                       | Ardea cocoi                 | (Linnaeus, 1766)               | kaukau               | Ardeidae                              | ka'u           |
| ture                            | socoí-zigue-zague                 | Zebrilus undulatus          | (Gmelin, 1789)                 | ture                 | Ardeidae                              | tu             |
| xãxã                            | socozinho                         | Butorides striata           | (Linnaeus, 1758)               | xaxã                 | Ardeidae                              | yarabi         |
| apï maka                        | solta-asa                         | Hypocnemoides maculicauda   | (Pelzeln, 1868)                | uxixi                | Thamnophilidae                        |                |
| kukula                          | sovi                              | Ictinia plumbea             | (Gmelin, 1788)                 | kukula               | Accipitridae                          | hihi           |
| pakurukuru                      | surucuá-de-cauda-preta            | Trogon melanurus            | (Swainson, 1838)               | uxixi                | Trogonidae                            |                |
| pakurukuru ipadja yupĩpĩ        | surucuá-grande-de-barriga-amarela | Trogon viridis              | (Linnaeus, 1766)               | uxixi                | Trogonidae                            |                |
| epa maka urahïhï                | tauató-pintado                    | Accipiter poliogaster       | (Temminck, 1824)               | ekũ                  | Accipitridae                          |                |
| patia adaka                     | tempera-viola                     | Saltator maximus            | (Statius Muller, 1776)         | uxixi                | Thraupidae                            |                |
| yakurixi akïlakïla              | tesoura-de-fronte-violeta         | Thalurania glaucopis        | (Gmelin, 1788)                 | yakurixi             | Trochilidae                           |                |
| yakurixi                        | tesourão                          | Eupetomena macroura         | (Gmelin, 1788)                 | yakurixi             | Trochilidae                           |                |
| txukaya isamï                   | tesourinha                        | Tyrannus savana             | (Vieillot, 1808)               | uxixi                | Tyrannidae                            |                |
| pakuï txiatxia                  | tico-tico                         | Zonotrichia capensis        | (Statius Muller, 1776)         | uxixi                | Emberizidae / Subfamília: Emberizinae |                |
| iipĩ                            | tiriba-de-testa-azul              | Pyrrhura picta              | (Statius Muller, 1776)         | uxixi                | Psittacidae                           | yadïka         |
| tarukawa maka                   | tovaquinha                        | Dichrozona cincta           | (Pelzeln, 1868)                | uxixi                | Thamnophilidae                        |                |
| tininikũ                        | trinta-réis-anão                  | Sternula superciliaris      | (Vieillot, 1819)               | tininikũ             | Sternidae                             | txikiri        |
| alã                             | trinta-réis-grande                | Phaetusa simplex            | (Gmelin, 1789)                 | alã                  | Sternidae                             | piwĩ           |
| kïakïa                          | tucano-de-bico-preto              | Ramphastos vitellinus       | (Lichtenstein, 1823)           | yadadarĩ             | Ramphastidae                          |                |
| yadadarĩ urahïhï                | tucano-grande-de-papo-branco      | Ramphastos tucanus          | (Linnaeus, 1758)               | yadadarĩ             | Ramphastidae                          |                |
| arakadua                        | udu-de-coroa-azul                 | Momotus momota              | (Linnaeus, 1766)               | arakadua             | Momotidae                             | suru           |
| huriku                          | uiraçu-falso                      | Morphnus guianensis         | (Daudin, 1800)                 | ekũ                  | Accipitridae                          |                |
| pitxupitxũ                      | uirapuru-veado                    | Microcerculus marginatus    | (Sclater, 1855)                | uxixi                | Troglodytidae                         |                |
| kuadï maka                      | uirapuru-vermelho                 | Pipra aureola               | (Linnaeus, 1758)               | uxixi                | Pipridae                              |                |
| xaapĩ                           | uirapuruzinho                     | Tyranneutes stolzmanni      | (Hellmayr, 1906)               | uxixi                | Pipridae                              |                |
| urukurẽ                         | urubu-rei                         | Sarcoramphus papa           | (Linnaeus, 1758)               | uuhu                 | Cathartidae                           |                |
| tapera                          | urubuzinho                        | Chelidoptera tenebrosa      | (Pallas, 1782)                 | uxixi                | Bucconidae                            |                |
| marakuãkuã                      | urutau                            | Nyctibius griseus           | (Gmelin, 1789)                 | marakuãkuã           | Nyctibiidae                           |                |
| zarakĩ                          | curica                            | Amazona amazonica           | (Linnaeus, 1766)               | zarakĩ               | Psittacidae                           | zarakĩ         |
| waka isamï                      | murucututu                        | Pulsatrix perspicillata     | (Latham, 1790)                 | ekũ                  | Strigidae                             |                |
| karayaraya                      | periquitão-maracanã               | Aratinga leucophthalma      | (Statius Muller, 1776)         | karayaraya           | Psittacidae                           |                |
| unã adaka                       | urubu-de-cabeça-vermelha          | Cathartes aura              | (Linnaeus, 1758)               | uuhu                 | Cathartidae                           |                |